# Занта
Занта́ (рос. Занта) — село у складі Агінського району Забайкальського краю, Росія. Входить до складу Орловського міського поселення.

## Населення
Населення — 6 осіб (2010; 11 у 2002).
Національний склад (станом на 2002 рік):
- буряти — 64 %
- росіяни — 36 %